# Fluvinerita
Fluvinerita is een geslacht van weekdieren uit de klasse van de Gastropoda (slakken).

## Soort
- Fluvinerita tenebricosa (C. B. Adams, 1851)